# عبدولاي ساني
عبدولاي ساني (بالفرنسية: Abdoulaye Sané) (15 أكتوبر 1992 بالسنغال - ) هو لاعب كرة قدم سنغالي في مركز الهجوم لعب سابقاً في نادي التعاون السعودي .

## روابط خارجية
- عبدولاي ساني على موقع الاتحاد الأوربي (الإنجليزية)
- عبدولاي ساني على موقع قاعدة بيانات كرة القدم.إي يو (الإنجليزية)
- عبدولاي ساني على موقع ليكيب (الفرنسية)
- عبدولاي ساني على موقع ناشيونال فوتبول تيمز (الإنجليزية)
- عبدولاي ساني على موقع Soccerway.com (الإنجليزية)
- عبدولاي ساني على موقع عالم كرة القدم.نت (الإنجليزية)
- عبدولاي ساني على موقع اللجنة الأولمبية الدولية (الإنجليزية)
- عبدولاي ساني على موقع أوليمبيديا (الإنجليزية)
- عبدولاي ساني على موقع GSA (الإنجليزية)